# Macronectes giganteus
El abanto marino antártico (Macronectes giganteus), también conocido como petrel gigante antártico o petrel gigante común, es un ave procellariiforme de la familia Procellariidae que habita una distribución natural bien extensa, comprendiendo todos los mares del Hemisferio Sur, desde las costas de la Antártida hasta el trópico de Capricornio. Es del tamaño de un albatros, teniendo en vuelo un aspecto algo jorobado. A diferencia de otros petreles, que sobre el suelo se arrastran sobre sus patas recogidas, es bastante ágil en tierra. Se alimenta principalmente de animales marinos aunque también come carroña en tierra o caza aves marinas más pequeñas. Las colonias de cría están situadas en islas o en el litoral.
Se ve a gran distancia de las costas. Es una de las variedades más amplias de los petreles.
Los petreles se caracterizan por su vuelo rasante. De entre los petreles el abanto marino es el de mayor envergadura. De longitud alcanza casi un metro y las alas logran una extensión que sobrepasan los dos metros.
En diferencia de sus parientes, la mayoría de los otros petreles y los tubinares en general, esta ave además de alimentarse de peces y calamares, come carroña. También ataca los nidos de otras aves, incluyendo a los pingüinos, otros petreles y albatros.

## Distribución
Se distribuyen por Argentina, Chile, Brasil, Perú, Namibia, Sudáfrica, Madagascar, Australia, Nueva Zelanda y Antártida.

## Galería

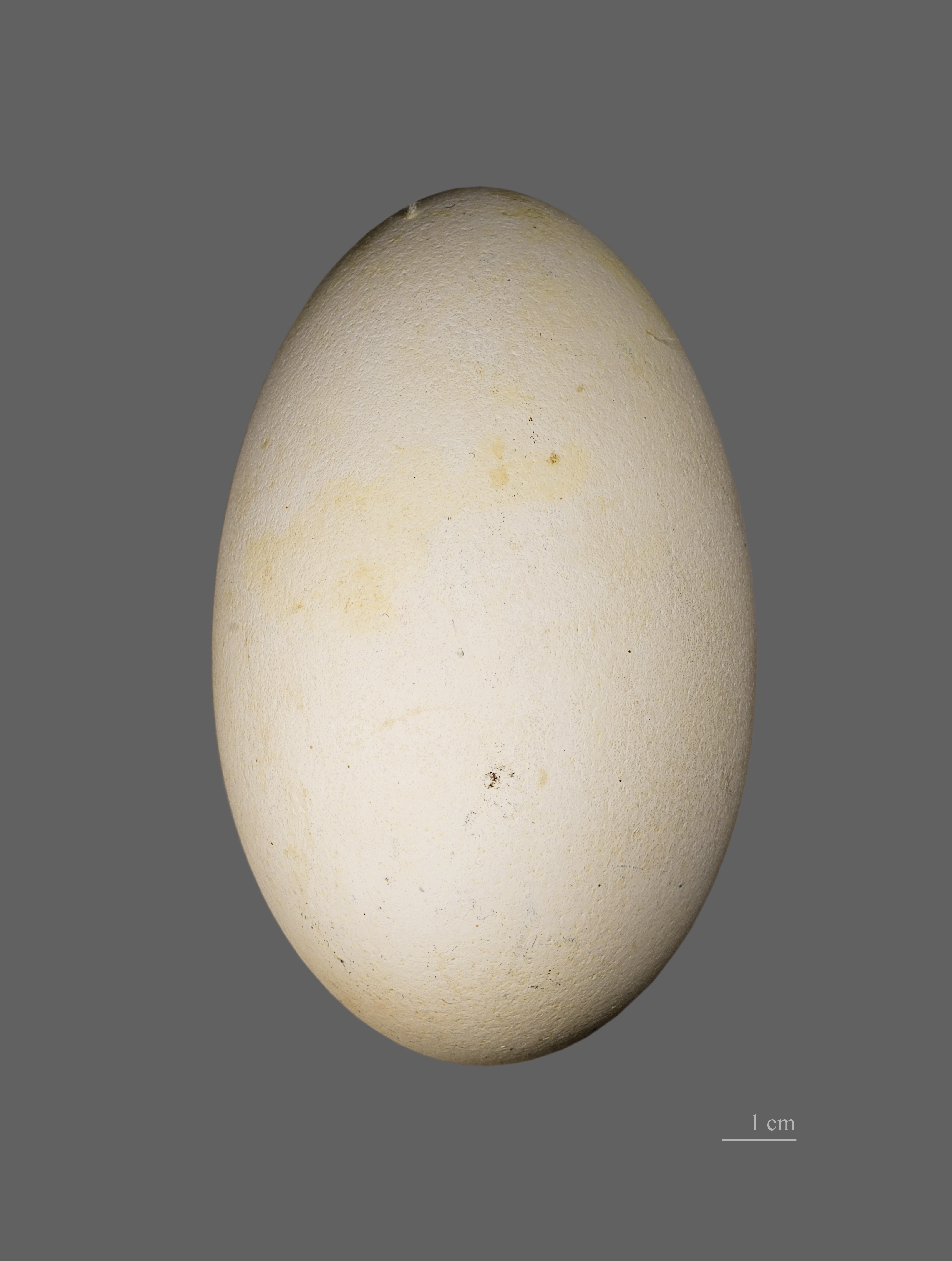
Macronectes giganteus - MHNT
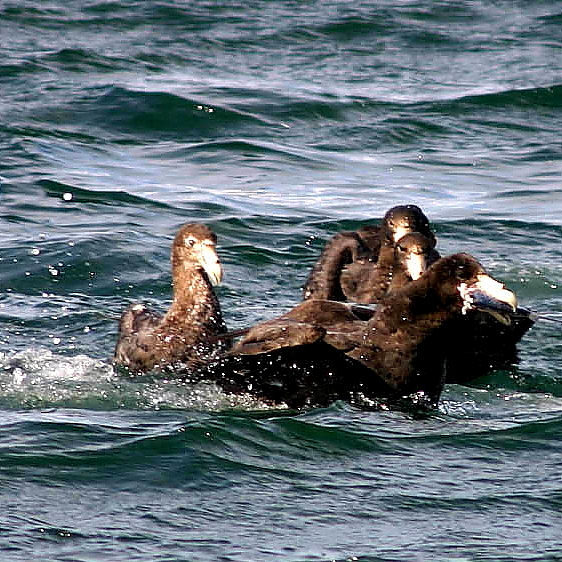
Bando de Macronectes giganteus en el canal Beagle
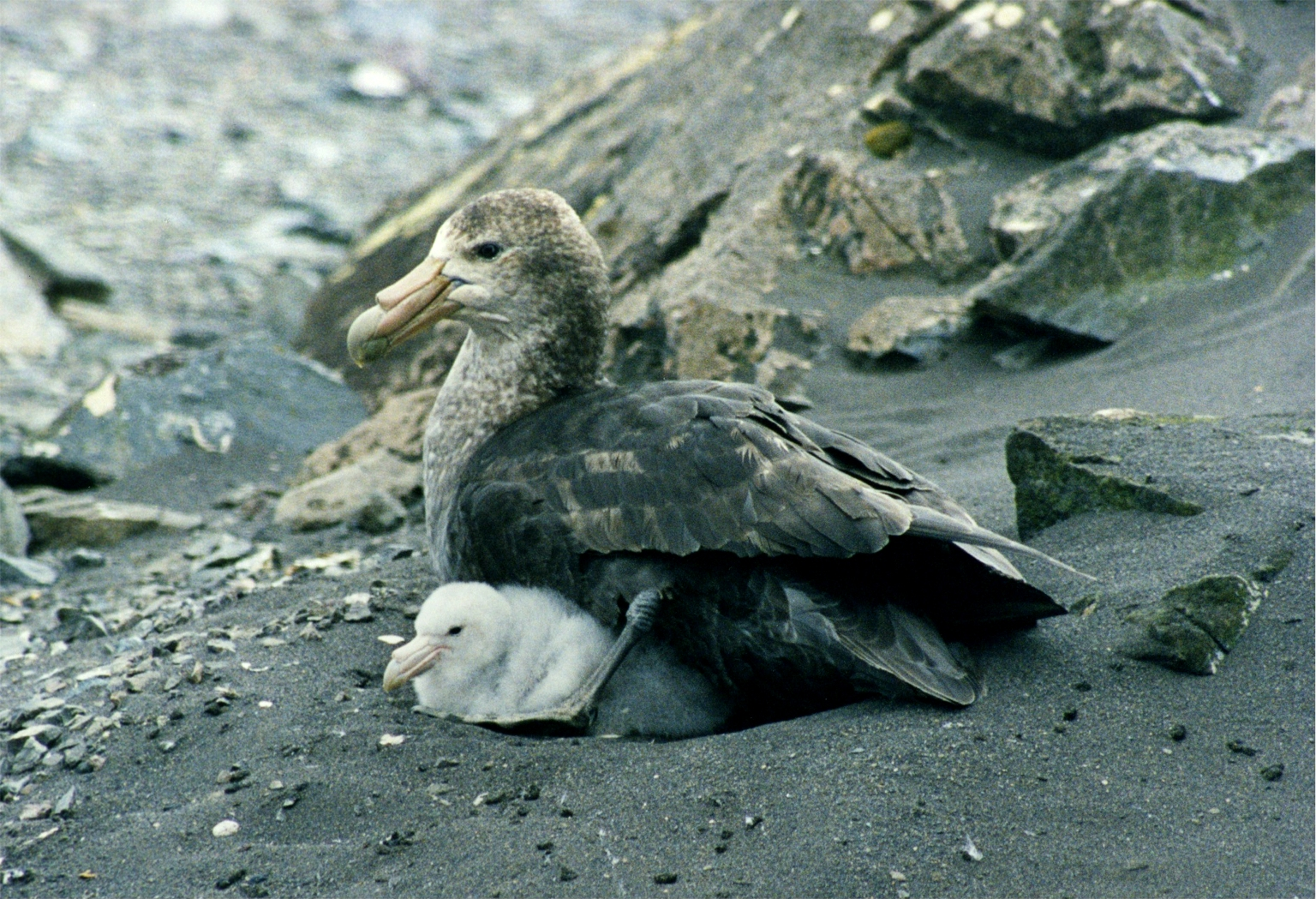
Petrel con su polluelo